# توني ليانغ
توني ليانغ (بالإنجليزية: Tony Leung Ka-fai)‏ (و. 1958 – م) هو ممثل، من جمهورية الصين الشعبية، ولد في هونغ كونغ.

## جوائز
حصل على جوائز منها:
- جائزة الحصان الذهبي لأفضل ممثل رئيسي [الإنجليزية]‏ (1990).[3]

## وصلات خارجية
- توني ليانغ على موقع IMDb (الإنجليزية)
- توني ليانغ على موقع ألو سيني (الفرنسية)
- توني ليانغ على موقع ميوزك برينز (الإنجليزية)
- توني ليانغ على موقع تيرنر كلاسيك موفيز (الإنجليزية)
- توني ليانغ على موقع أول موفي (الإنجليزية)
- توني ليانغ على موقع قاعدة بيانات الأفلام السويدية (السويدية)
- توني ليانغ على موقع قاعدة بيانات الفيلم (الإنجليزية)
- توني ليانغ على موقع كينوبويسك (الروسية)